# Діяковаць
45°42′ пн. ш. 17°21′ сх. д. / 45.70° пн. ш. 17.35° сх. д.
Діяковаць (хорв. Dijakovac) — населений пункт у Хорватії, у Б'єловарсько-Білогорській жупанії у складі міста Грубишно-Полє.

## Населення
Населення за даними перепису 2011 року становило 32 осіб.
Динаміка чисельності населення поселення: